# Styl homerycki
Styl homerycki − sposób pisania wzorowany na eposach Homera: Iliadzie i Odysei. Styl ten cechuje się obecnością stałych epitetów, porównań homeryckich, wzniosłością (występuje patos), inwokacją, heksametrem, hiperbolami a także obecnością rozbudowanych, realistycznych opisów, powodujących retardację, czyli spowolnienie akcji utworu. Występują też stałe formułki na wprowadzenie i zakończenie oraz przenikanie się świata bogów i ludzi.
Najważniejszym przykładem naśladowania stylu Homera była jeszcze w starożytności Eneida Wergiliusza. Schematy oryginalnych eposów greckiego poety powielały też epickie poematy renesansowe, między innymi Luzjady Camõesa. W siedemnastym wieku próba stworzenia eposu dorównującego dziełom Homera, ale opartego na tradycji chrześcijańskiej, był Raj utracony Johna Miltona.
Dla porównania warto przytoczyć formuły otwarcia kilku eposów europejskich.
Gniew, bogini, opiewaj Achilla, syna Peleusa,
zgubę niosący i klęski nieprzeliczone Achajom,
(Homer, Iliada, tłum. Kazimiera Jeżewska)
Muzo! Męża wyśpiewaj, co święty gród Troi
Zburzywszy, długo błądził i w tułaczce swojej
Siła różnych miast widział, poznał tylu ludów
Zwyczaje, a co przygód doświadczył i trudów!
(Homer, Odyseja, tłum. Lucjan Siemieński)
Broń i męża opiewam, co z Troi wybrzeża.
Do Italii, gnan losem, pierwszy na brzeg zmierza.
(Wergiliusz, Eneida, tłum. Tadeusz Karyłowski)
Wojnę pobożną śpiewam i Hetmana,
Który święty grób Pański wyswobodził;
O, jako wiele dla Chrystusa Pana
Rozumem czynił i ręką dowodził.
(Torquato Tasso, Jerozolima wyzwolona, tłum. Piotr Kochanowski)
As armas e os barões assinalados,
Que da ocidental praia Lusitana,
Por mares nunca de antes navegados,
Passaram ainda além da Taprobana,
Em perigos e guerras esforçados,
Mais do que prometia a força humana,
E entre gente remota edificaram
Novo Reino, que tanto sublimaram;
(Luís Vaz de Camões, Os Lusíadas)
Of Man's first disobedience, and the fruit
Of that forbidden tree whose mortal taste
Brought death into the World, and all our woe,
With loss of Eden, till one greater Man
Restore us, and regain the blissful seat,
Sing, Heavenly Muse, that, on the secret top
Of Oreb, or of Sinai, didst inspire
That shepherd who first taught the chosen seed
In the beginning how the heavens and earth
Rose out of Chaos:
(John Milton, Paradise lost)
W przytoczonych urywkach można zauważyć inwokację do bogini lub Niebiańskiej Muzy i ekspozycję głównego tematu: gniewu Achillesa, broni i mężczyzny, wojny pobożnej i pierwszego nieposłuszeństwa ludzkiej rasy.
Przenikanie się świata nadprzyrodzonego i ludzkiego widać najwyraźniej w Raju utraconym. Również w Upadku Niniwy Edwina Atherstone'a nad wszystkim czuwa Opatrzność, która postanowiła doprowadzić do klęski króla Sardanapala i za swoje narządzie wybrała księcia Arbacesa, a na pośrednika kapłana Belezisa. 
U wspomnianego Atherstone'a możemy zaobserwować występowanie wielu rozbudowanych porównań.
Meantime, in conflict hot and terrible,
The Babylonian foot against the horse
Of Jerimoth contended. Like the blast
Of hurricane through the ripe field of corn,
Rending, wide scattering, breaking down,--came he
On that scared host--all unprepared, unranked
Dla eposów charakterystyczne są długie wyliczenia, w szczególności przedstawienie wyruszających do boju bohaterów i oddziałów.